# Co bude dnes k večeři?
Co bude dnes k večeři? (později Kašpárku, vař!) je televizní pořad TV Barrandov vysílaný v letech 2010–2015.

## O pořadu
Pořad byl vysílán každý všední podvečer na TV Barrandov. Nabízel recepty jak na hlavní chody, tak také na předkrmy, saláty i dezerty a další různé pokrmy.
Moderátorem pořadu byl Radek Kašpárek. Po dobu 2 měsíců účinkovala v pořadu na jaře 2014 jako Kašpárkova kolegyně také Lucie Šprinclová.